# United Soccer Leagues Second Division
La United Soccer Leagues Second Division, per brevità chiamata USL Second Division o anche USL-2, è stato, dal 1995 al 2010, il campionato di terza divisione calcistica nordamericano.
Così come l'USL-1, l'USL-2 era organizzato dalla United Soccer Leagues in affiliazione con le federazioni calcistiche canadese, statunitense, di Bermuda e di Porto Rico, e aveva cadenza annuale.

## Storia
Nel 1995, per iniziativa dell'USISL (United Systems of Independent Soccer Leagues), nacque la USISL Professional League, dilettantistica, cui fu conferito dalla federazione il rango di campionato di terza divisione. L'anno successivo la USISL diede vita alla Select League, con club professionistici, con l'obiettivo di farla riconoscere come campionato di seconda divisione. Tale obiettivo venne raggiunto nel 1997, grazie alla fusione fra la Select League e la A-League. Dal 1997 la Professional League si confermò così come lega di terza divisione alle spalle della nuova A-League, modificando il proprio nome in D3 Pro League. Nel 1999 l'USISL cambiò nome in United Soccer Leagues. Nel 2003 la D3 provò una prima volta a cambiare il proprio nome in USL Pro Select League ma il tentativo venne interrotto per via di un contenzioso legale sul termine Select League. Dal 2005 il campionato ha preso il nome di USL Second Division per sottolineare il proprio legame con la categoria superiore, la USL First Division.
Dopo la stagione 2010 la United Soccer Leagues First Division e la United Soccer Leagues Second Division sono state abolite e al loro posto è stata creata la United Soccer Leagues Professional Division.

## Formula del torneo
La formula del torneo è cambiata diverse volte in ragione del variare del numero di partecipanti. Anche il sistema di attribuzione dei punti è stato modificato varie volte fino ad adottare quello standard internazionale, che prevede tre punti per la vittoria e uno per il pareggio. Tutte le stagioni sono state comunque caratterizzate da una prima fase di stagione regolare, al termine della quale le migliori squadre si affrontavano nei play-off per l'assegnazione del titolo. La copertura televisiva delle fasi finali del torneo era garantita dall'emittente via cavo Fox.

## Albo d'oro
| Stagione                  | Vincitore                 |
| USISL Professional League | USISL Professional League |
| ------------------------- | ------------------------- |
| 1995                      | Long Island Rough Riders  |
| 1996                      | Charleston Battery        |
| D3 Pro League             |                           |
| 1997                      | Albuquerque Geckos        |
| 1998                      | Chicago Stingers          |
| 1999                      | Western Mass Pioneers     |
| 2000                      | Charlotte Eagles          |
| 2001                      | Utah Blitzz               |
| 2002                      | Long Island Rough Riders  |
| 2003                      | Wilmington Hammerheads    |
| 2004                      | Utah Blitzz               |
| USL Second Division       |                           |
| 2005                      | Charlotte Eagles          |
| 2006                      | Richmond Kickers          |
| 2007                      | Harrisburg City Islanders |
| 2008                      | Cleveland City Stars      |
| 2009                      | Richmond Kickers          |
| 2010                      | Charleston Battery        |